# После похорон
«После похорон» (англ. After the Funeral) — детективный роман Агаты Кристи из серии произведений об Эркюле Пуаро, впервые опубликованный в США издательством Dodd, Mead and Company в 1953 году под названием «Funerals are Fatal». В Великобритании роман был опубликован в том же году издательством Collins Crime Club под оригинальным названием.

## Сюжет
После похорон Ричарда Эбернети оставшиеся члены семьи собираются для ознакомления с завещанием. Его смерть была внезапной, хотя и ожидаемой. Причиной смерти назывались естественные причины. Однако после достаточно бестактного заявления его сестры Коры: «Его ведь убили, не так ли?», адвокат семьи начинает подозревать, что было совершено преступление, и решает начать расследование.
После возвращения с похорон, во сне ударом топора убита Кора Лэнскене. На ограбление это не было похоже. Адвокат Энтуисл приглашает Пуаро, который в свою очередь просит своего старинного друга Гоби помочь с расследованием.

## Персонажи
- Эркюль Пуаро — бельгийский сыщик
- Мистер Энтуисл — адвокат семьи Эбернети
- Инспектор Мортон — следователь
- Мистер Гоби — частный сыщик
- Ричард Эбернети — наследник семьи Эбернети
- Кора Лэнскене — художница, наследница семьи Эбернети
- Мисс Гилкрист — компаньонка Коры
- Джордж Кроссфилд — наследник семьи Эбернети
- Майкл Шэйн — актёр
- Розамунд Шейн — актриса, наследница семьи Эбернети
- Хелен Эбернети — наследница семьи Эбернети
- Тимоти Эбернети — инвалид, наследник семьи Эбернети
- Мод Эбернети — жена Тимоти
- Сьюзен Бэнкс — наследница семьи Эбернети
- Грегори Бэнкс — химик, муж Сьюзен
- Ленскомб — придворный Ричарда / главный помощник
- Джанет — горничная
- Марджори — кухарка

## Экранизации и иные адаптации
По роману был снят полнометражный фильм, вышедший в 1963 году под названием «Murder at the Gallop». По сценарию Эркюль Пуаро был заменён на мисс Марпл, которую сыграла знаменитая британская актриса Маргарет Рутерфорд.
Роман лёг в основу одного из эпизодов десятого сезона британского телесериала «Пуаро Агаты Кристи» в 2006 году. В адаптацию внесены изменения:
- В фильме Кора была замужем за итальянцем, а не за французом, из-за этого меняется её фамилия: в романе Лэнскене, а в фильме Голлачио. И в фильме муж ещё жив, а в романе он давно мёртв.
- В конце картина оказывается работой Рембрандта, а не Вермеера.
- Способность Тимоти ходить отображается только в конце, но в книге хорошо известно с самого начала, что он не инвалид.
- Джордж оказывается сыном Хелен. Сьюзан не замужем, но на следующий день после похорон она и Джордж, влюблённые друг в друга, были в отеле Литчетт и занимались сексом.